# Hosejn Karimi
Hosejn Karimi (pers. حسین کريمی) – irański zapaśnik w stylu wolnym. Zdobył złoty medal igrzysk Azji zachodniej w 1997 roku oraz brązowy medal na mistrzostwach Azji w 1995. 